# Holland Village (Shanghai)

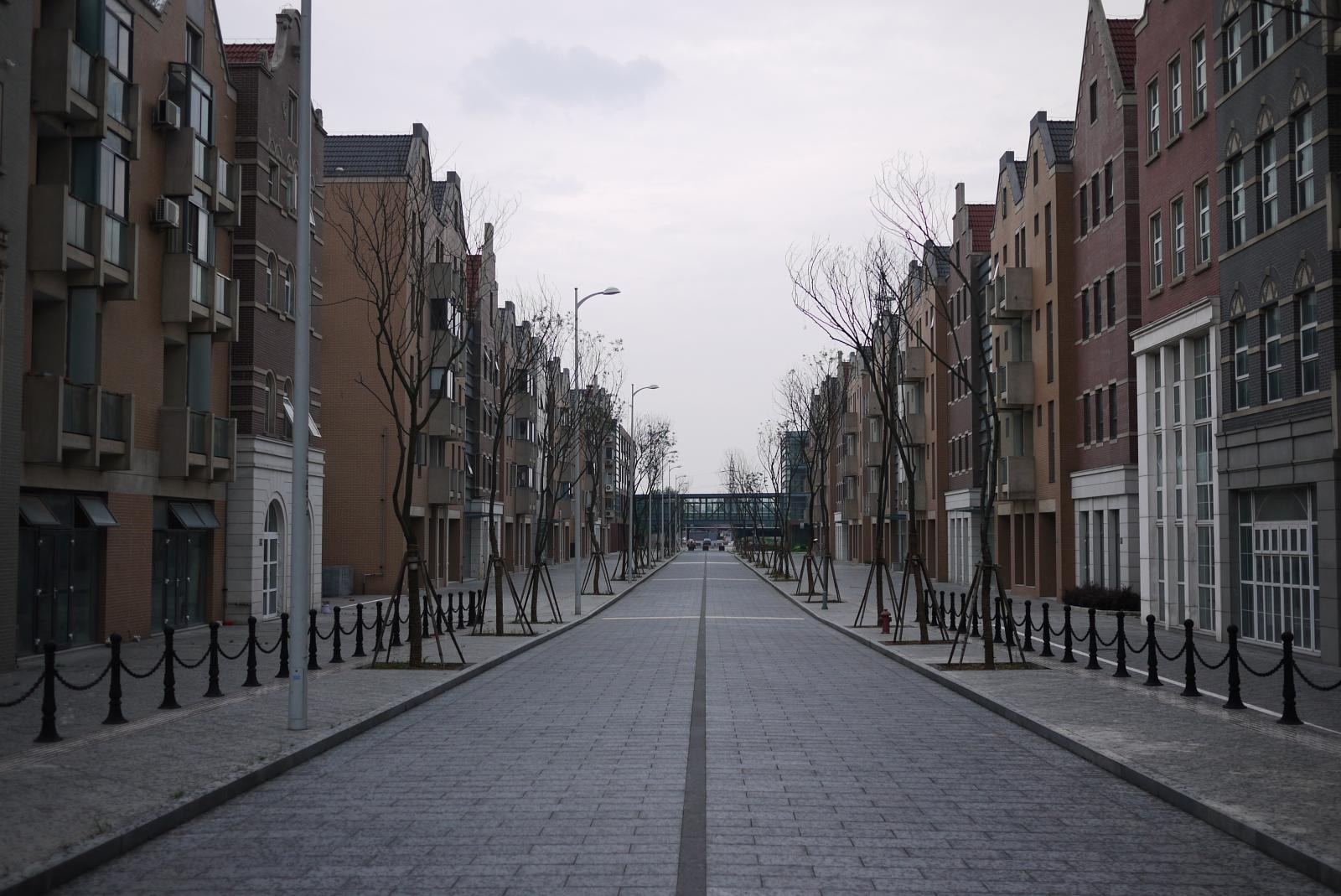
Straat in Holland Village

Holland Village Shanghai (荷兰村上海), afgekort Holland Village of Holland V, is een satellietstad van Shanghai in Nederlandse stijl. Het ligt in het noorden van het district Pudong in Gao Qiao aan de Gaoqiaogang rivier. De wijk werd gebouwd als onderdeel van het project One City, Nine Towns.
De gemeente Shanghai werd geïnspireerd door haar verleden van voor de Tweede Wereldoorlog als internationale handelsstad en de daar gevestigde Europese bedrijven, waaronder Nederlandse. Om deze sfeer ook verder in de stad te brengen werd daarom een Nederlandse woonwijk opgezet, die met name bedoeld zou zijn voor rijke Chinezen uit Nederland die zouden terugkeren.
Deze wijk is volledig gebouwd naar Amsterdams voorbeeld met aaneengeschakelde bebouwing in de stijl van 1600-1900. De gevelrij naar de periode 1600-1700 ligt aan een groene boulevard aan de rivier. Het heeft een hoofdstraat met enige winkels. De wijk is niet bedoeld als toeristisch pretpark, maar echt als een woonwijk. De wijk met sloten en grachten is ontworpen door de Nederlandse bureaus Atelier Dutch (voorheen TKA) en Kuiper Compagnons en omvat uiteindelijk 20.000 woningen van gemiddeld 100m². 
Enkele typische Hollandse bouwwerken als een molen en ophaalbrug zijn eraan toegevoegd. Daarnaast is aan het haventje een verkleinde replica van het Amsterdamse Scheepvaartmuseum gebouwd alsmede het huis Hofwijck van Huygens uit Voorburg. Om het geheel op te leuken is een kopie van de Amsterdamse winkel De Bijenkorf op ware grootte daar in de buurt gebouwd aan het eind van de hoofdstraat.

## Foto's

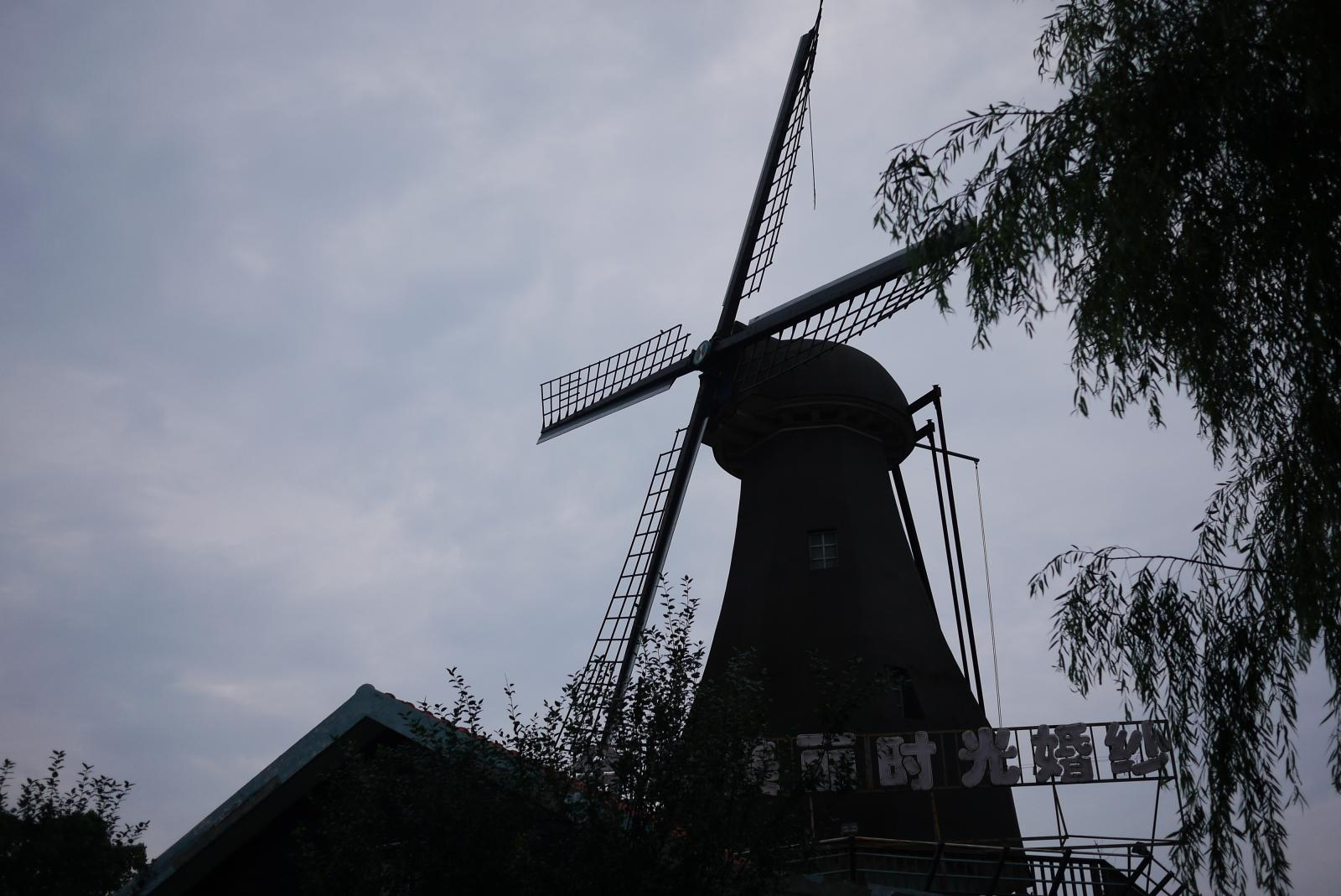
Hollandse molen
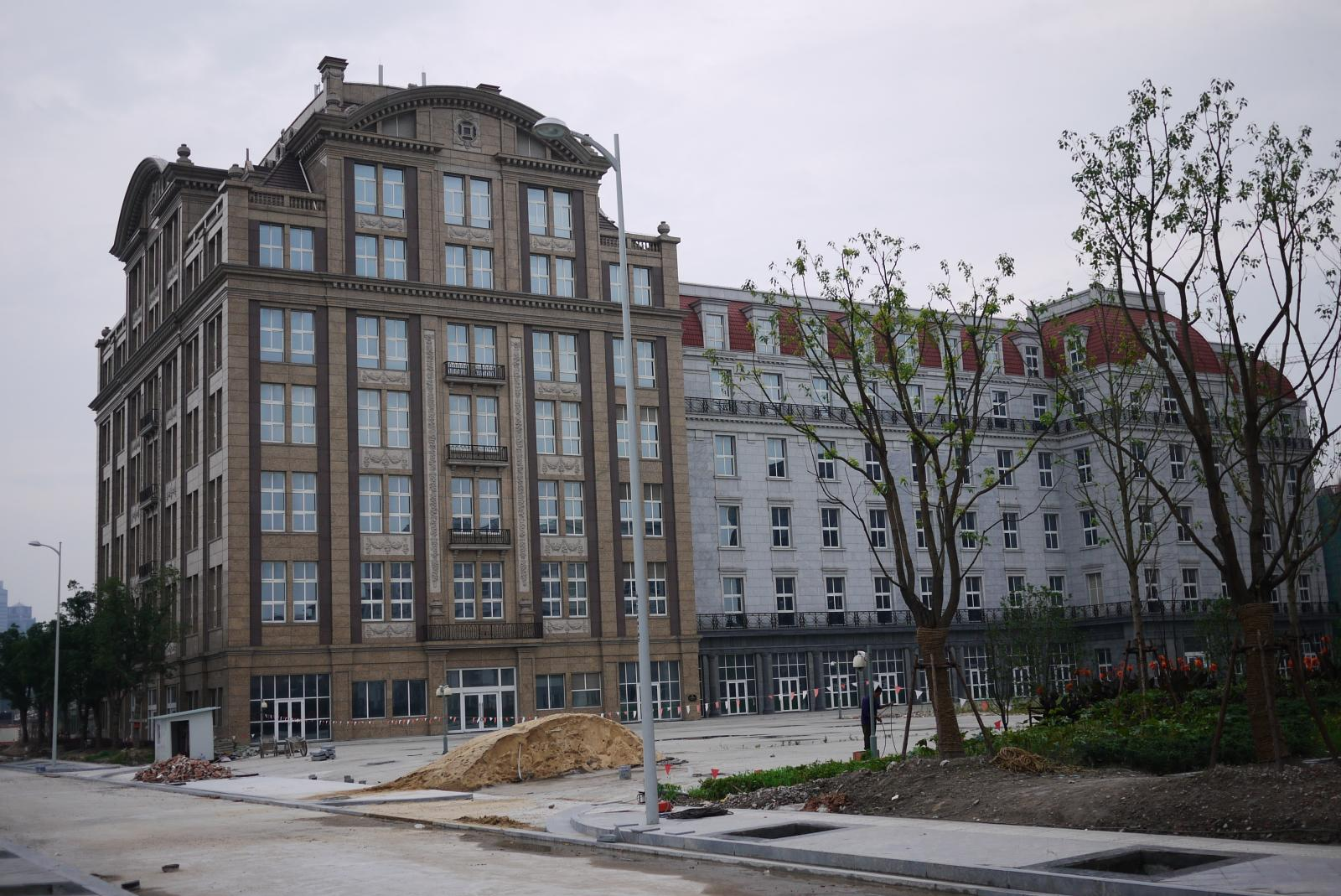
"De Bijenkorf"
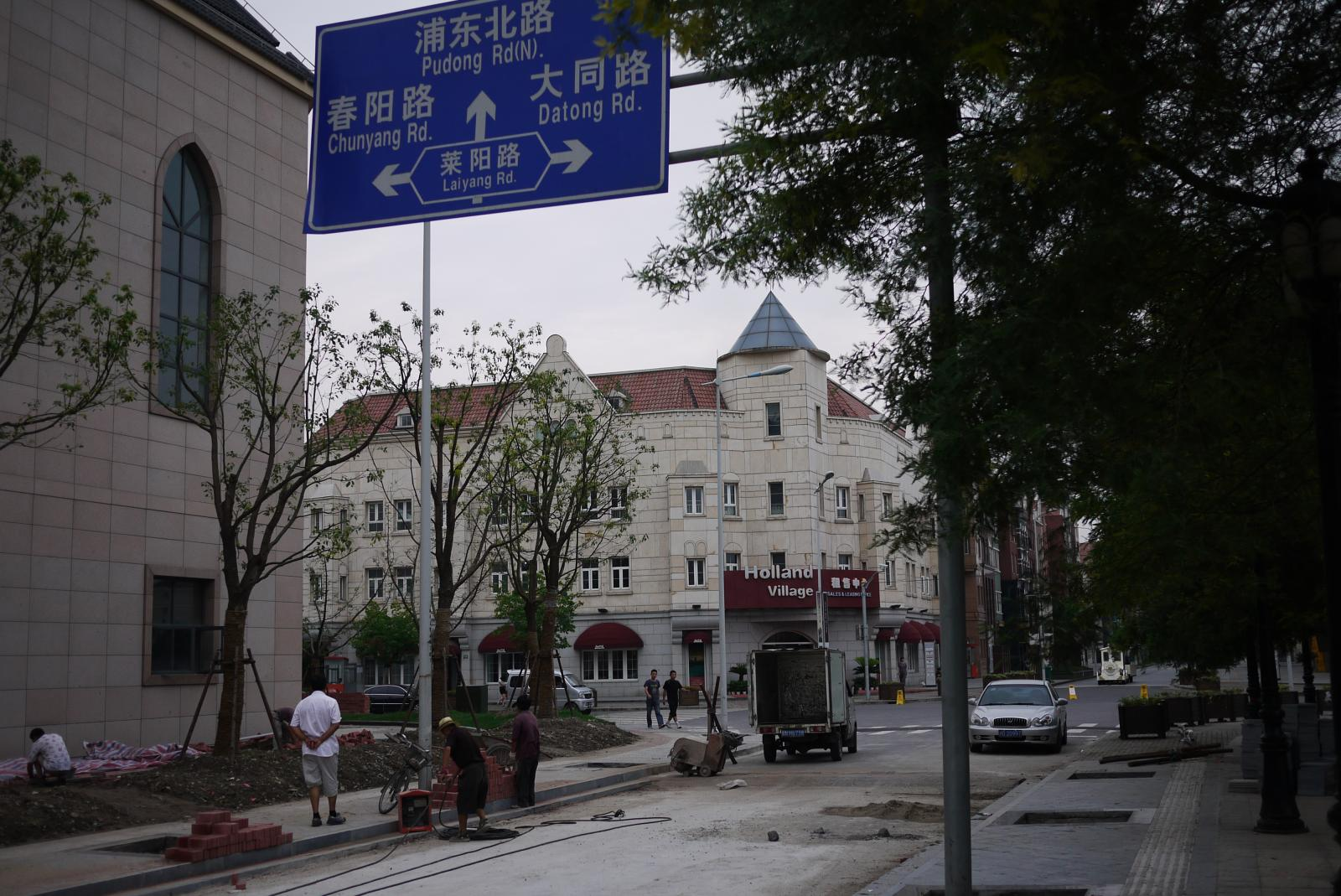

## Trivia
- Een ander Holland Village in China lag in Liaoning en is als woon- en pretpark gesticht door een uit Nederland afkomstige Chinese ondernemer. Het is inmiddels gesloopt.